# Гелиотиновые
Гелиотиновые (лат. Heliothinae) — подсемейство чешуекрылых семейства совок.

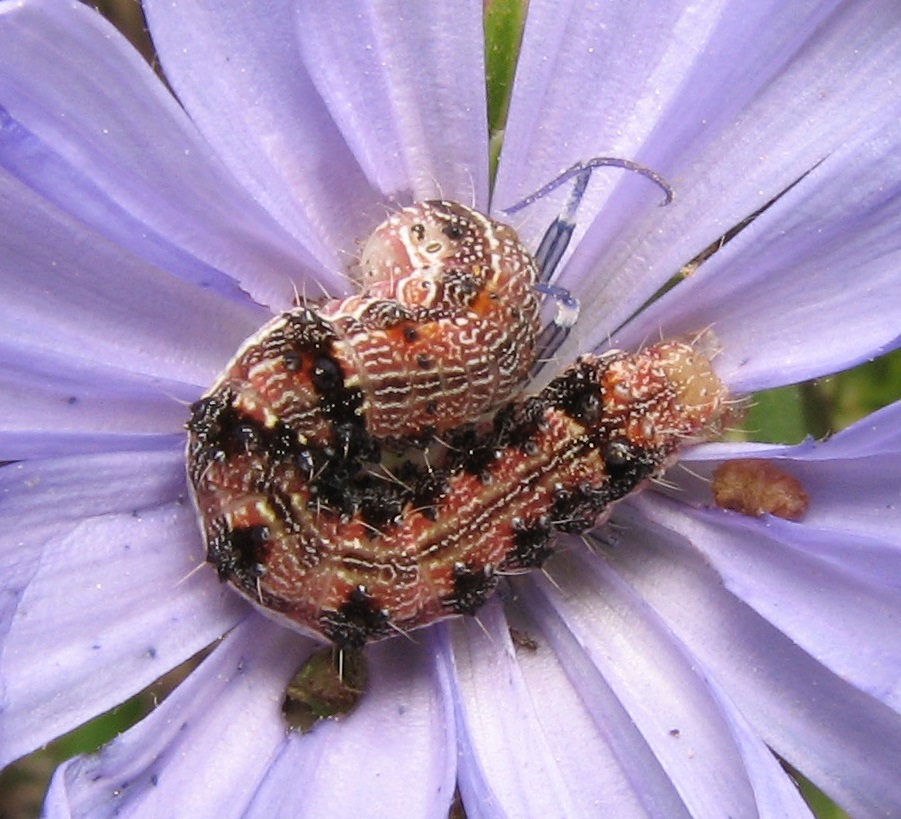
Гусеница Chloridea virescens

## Описание
Окраска большей частью яркая: оливковых, зелёных, жёлтых, оранжевых, красноватых, карминных тонов; задние крылья большей частью  с тёмной каймой. Лоб часто выпуклый. В гениталиях самца гарпа большей частью не выражена или редуцирована. У самцов некоторых видов имеется андрокониальный аппаратиз парных кистей и латеральных карманов при основании брюшка. В роде Pyrrhia голени ног без шипов.

## Систематика
Роды в подсемействе:
- Adisura - Aedophron - Australothis - Baptarma - Canthylidia - Chazaria - Derrima - Eutricopis - Hebdomochondra - Helicoverpa - Heliolonche - Heliothis - Heliothodes - Isochlora - Masalia - Melaporphyria - Micriantha - Microhelia - Neocleptria - Periphanes - Protoschinia - Psectrotarsia - Pyrocleptria - Pyrrhia - Raghuva - Rhodoecia - Schinia - Stenoecia - Timora